# Lista de prefeitos de Piranhas (Goiás)
Esta é a lista de prefeitos do município de Piranhas, localizado no estado de Goiás, que assumiram o cargo após a emancipação política da cidade, decretada em 14 de outubro de 1953. O primeiro prefeito de Piranhas, Paulo Sales, foi nomeado interinamente em 1º de janeiro de 1954, marcando o início da administração municipal. Desde então, outras 19 pessoas ocuparam o cargo de prefeito.

## Histórico da Emancipação
O município foi emancipado politicamente em 14 de outubro de 1953, por meio da Lei Estadual nº 812, desmembrando-se de Caiapônia. A instalação oficial ocorreu em 1º de janeiro de 1954, e a divisão territorial foi consolidada em 1º de julho de 1955. Antes disso, em 11 de novembro de 1952, a Lei Municipal nº 87 havia elevado o povoado de Piranhas à categoria de distrito. Entre os principais defensores dessa conquista estavam Joaquim Teodoro Leite, Nascimento José da Silva (Zé Dentista) e Paraíba, que liderou a construção do prédio da prefeitura.

Sede da Prefeitura de Piranhas

Após a emancipação, o estado de Goiás, governado por Pedro Ludovico Teixeira, nomeou Paulo Sales como o primeiro prefeito interino de Piranhas. Em 1954, foram realizadas as primeiras eleições municipais, nas quais José Pereira de Vasconcelos (Zeca Ventura) foi eleito prefeito.

## Estrutura de Governança Municipal
A administração municipal de Piranhas é composta pelo poder executivo, representado pelo prefeito e seu gabinete de secretários, e pelo poder legislativo, exercido pela Câmara de Vereadores. Desde 1º de outubro de 1828, os municípios brasileiros não possuem poder judiciário próprio, sendo esta função desempenhada pelas comarcas estaduais. Atualmente, o prefeito de Piranhas é Fábio Lasserre Sousa Borges, que lidera o executivo municipal em conjunto com os secretários e vereadores eleitos. 

## Prefeitos de Piranhas
| Lista de prefeitos do município de Piranhas (1954—2025) | Lista de prefeitos do município de Piranhas (1954—2025) | Lista de prefeitos do município de Piranhas (1954—2025) | Lista de prefeitos do município de Piranhas (1954—2025) | Lista de prefeitos do município de Piranhas (1954—2025) | Lista de prefeitos do município de Piranhas (1954—2025) | Lista de prefeitos do município de Piranhas (1954—2025) | Lista de prefeitos do município de Piranhas (1954—2025)                 |
| Nº                                                      | Nome                                                    | Imagem                                                  | Partido                                                 | Eleição                                                 | Início do mandato                                       | Fim do mandato                                          | Observações                                                             |
| ------------------------------------------------------- | ------------------------------------------------------- | ------------------------------------------------------- | ------------------------------------------------------- | ------------------------------------------------------- | ------------------------------------------------------- | ------------------------------------------------------- | ----------------------------------------------------------------------- |
| 1                                                       | Paulo Sales                                             |                                                         |                                                         | Não houve                                               | 01 janeiro de 1954                                      | 1955                                                    | Nomeado pelo Interventor Federal Pedro Ludovico Teixeira                |
| 2                                                       | José Pereira Vasconcelos (Zeca Ventura)                 |                                                         | UDN                                                     | 1954                                                    | 1954                                                    | 1959                                                    | Primeiro prefeito eleito em sufrágio universal                          |
| 3                                                       | Joaquim Portilho de Gouveia (Quinca)                    |                                                         | MDB                                                     | 1958                                                    | 1959                                                    | 1961                                                    | Prefeito eleito em sufrágio universal                                   |
| 4                                                       | Hermínio Tertuliano Nogueira (Rolim)                    |                                                         |                                                         | 1965                                                    | 1961                                                    | 1966                                                    | Prefeito eleito em sufrágio universal                                   |
| 5                                                       | Joaquim Portilho de Gouveia (Quinca)                    |                                                         | MDB                                                     | 1947                                                    | 1966                                                    | 1970                                                    | Prefeito eleito em sufrágio universal                                   |
| 6                                                       | João Nascimento Ferreira                                |                                                         |                                                         | 1969                                                    | 1970                                                    | 1973                                                    | Prefeito eleito em sufrágio universal                                   |
| 7                                                       | Eliziário José de Sousa                                 |                                                         |                                                         | 1972                                                    | 1973                                                    | 1977                                                    | Prefeito eleito em sufrágio universal                                   |
| 8                                                       | Joaquim Portilho de Gouveia (Quinca)                    |                                                         | MDB                                                     | 1976                                                    | 1977                                                    | 1983                                                    | Prefeito eleito em sufrágio universal                                   |
| 9                                                       | Antônio Francisco de Sousa                              |                                                         |                                                         | 1982                                                    | 1983                                                    | 1988                                                    | Prefeito eleito em sufrágio universal                                   |
| 10                                                      | Antônio Teodoro Sobrinho                                |                                                         |                                                         | 1988                                                    | 1989                                                    | 1992                                                    | Prefeito eleito em sufrágio universal                                   |
| 11                                                      | Otair Teodoro Leite                                     |                                                         |                                                         | 1992                                                    | 1993                                                    | 1996                                                    | Prefeito eleito em sufrágio universal                                   |
| 12                                                      | Paulo Roberto Naves                                     |                                                         |                                                         | 1996                                                    | 1997                                                    | 2000                                                    | Prefeito eleito em sufrágio universal                                   |
| 13                                                      | Otair Teodoro Leite                                     |                                                         |                                                         | 2000                                                    | 1 de janeiro de 2001                                    | 31 de dezembro de 2004                                  | Prefeito eleito em sufrágio universal                                   |
| 14                                                      | Eurides Maria Rosa Naves                                |                                                         | PP                                                      | 2004                                                    | 01 de janeiro de 2005                                   | 31 de dezembro de 2008                                  | Prefeita eleita em sufrágio universal                                   |
| 15                                                      | Samuel dos Santos Rodrigues                             |                                                         | PMDB                                                    | 2008                                                    | 01 de janeiro de 2009                                   | 31 de dezembro de 2011                                  | Prefeito eleito em sufrágio universal                                   |
| 16                                                      | Otair Teodoro Leite                                     |                                                         | PSDB                                                    | 2012                                                    | 01 de janeiro de 2013                                   | 07 de junho de 2014                                     | Prefeito eleito em sufrágio universal                                   |
| 17                                                      | André Ariza Naves                                       |                                                         | PP                                                      | 2012                                                    | 07 de junho de 2014                                     | 31 de dezembro de 2017                                  | Vice-prefeito eleito, assumiu como prefeito, após a cassação do titular |
| 18                                                      | Eric de Melo Silveira                                   |                                                         | PP                                                      | 2016                                                    | 01 de janeiro de 2018                                   | 31 de dezembro de 2018                                  | Prefeito eleito em sufrágio universal                                   |
| 19                                                      | Marco Rogério Cândido Leite (Chicão)                    |                                                         | Solidariedade                                           | 2020                                                    | 01 de janeiro de 2020                                   | 31 de dezembro de 2024                                  | Prefeito eleito em sufrágio universal                                   |
| 19                                                      | Marco Rogério Cândido Leite (Chicão)                    | União Brasil                                            |                                                         | 2020                                                    | 01 de janeiro de 2020                                   | 31 de dezembro de 2024                                  | Prefeito eleito em sufrágio universal                                   |
| 20                                                      | Fábio Lasserre Sousa Borges                             |                                                         | PRD                                                     | 2024                                                    | 01 de janeiro de 2025                                   | presente                                                | Prefeito eleito em sufrágio universal                                   |

### Legenda
| cor     | significado                                                                            |
| Verde   | mandatários eleitos por votação direta ou indireta (pela Câmara Municipal de Piranhas) |
| Bege    | mandatários nomeados pelo Governo do Estado de Goiás                                   |
| Amarelo | mandatários que assumiram por serem vice-prefeitos                                     |